# Kerguelenia compacta
Kerguelenia compacta är en kräftdjursart som beskrevs av Stebbing 1888. Kerguelenia compacta ingår i släktet Kerguelenia och familjen Lysianassidae. Inga underarter finns listade i Catalogue of Life.